# Rineloricaria rupestris
Rineloricaria rupestris är en fiskart som först beskrevs av Schultz, 1944.  Rineloricaria rupestris ingår i släktet Rineloricaria och familjen Loricariidae. Inga underarter finns listade i Catalogue of Life.